# Smrt v sedle
Smrt v sedle (en txec, Mort a la sella) és una pel·lícula juvenil txeca amb elements de western que va ser dirigida per Jindřich Polák el 1958. Fou estrenada el 23 d'octubre de 1959 als cinemes de la RDA per primera vegada als països de parla alemanya. El març d'aquest any ja s'havia estrenat a Txecoslovàquia. El juliol del mateix any formà part de la selecció oficial del Festival Internacional de Cinema de Sant Sebastià 1959.

## Argument
El jove aprenent Tomáš és un fervent admirador de les novel·les del salvatge oest. A la vida real, treballa amb alguns dels seus companys en una granja de cavalls com a entrenador i jockey. Està enamorat de Věra, la filla de l'entrenador de cavalls. En les seves fantasies, però, és "Beaver Kid" i insisteix en aventures perilloses en què també salva la noia; està completament absort en aquest món il·lusori i es posa nerviós, i només el comprèn el vell joquei Kosina, qui hagué deixà les carreres per la seva implicació en fraus. Per tal de tornar Tomáš a la realitat, els seus col·legues organitzen un atac vestits a la manera de l'oest, però tot acaba amb la mort del comptable Šulc en un intent de robatori. Això fa que Tomáš torni a la realitat i intenti detenir els culpables.

## Repartiment
- Rudolf Jelínek: Tomáš
- Eduard Dubský: Kosina
- Radovan Lukavský: Tierarzt Křepelka
- Jiří Sovák: Mikota
- Jana Kasanová: Věra Mikota
- Miloš Vavruška: Sr, Vaniček
- Martin Růžek: Oberst Hejzlar
- Jan Přeučil: Franta
- Miloš Nesvadba: Ríša
- Josef Beyvl: Sulc

## Observacions
Com a suport publicitari va aparèixer el fulletó cinematogràfic Progress-Filmprogramm 101 (1959). La pel·lícula s'ha estrenat en DVD al seu país de producció.